# Cosmarium perforatum
Cosmarium perforatum  là một loài Song tinh tảo trong họ Desmidiaceae, thuộc chi Cosmarium.